# Trg Deáka Ferenca
Trg Deáka Ferenca (madžarsko Deák Ferenc tér, izgovarjava [ˈdɛaːk ˈfɛrɛnt͡s ˈteːr]), imenovan po Ferencu Deáku, je glavno in prometno križišče v Budimpešti. Tu se stekajo bulvar Károlyjev bulvar (Károly körút), pot Baycsy-Zsilinzkyja (Bajcsy-Zsilinszky út), ulica Király (Király utca), ulica Deáka Ferenca (Deák Ferenc utca) in ulica Harmincad (Harmincad utca). Vse tri linije budimpeškega metroja se stikajo na postaji pod trgom.
S trga izhajata tudi tramvajska linija 47 in 49 ter več avtobusnih linij. Trg Deáka Ferenca je priljubljeno zbirališče mladih. Alkoholne pijače prodajajo na travnati površini, trg pa je običajno obljuden do polnoči.
Deák Tér je omenjen v pesmi Ending Theme švedske progresivne metal skupine Pain of Salvation.